# وینسنت کارلیر
وینسنت کارلیر (انگلیسی: Vincent Carlier؛ زادهٔ ۲۰ دسامبر ۱۹۷۹) بازیکن فوتبال اهل فرانسه است.
از باشگاه‌هایی که در آن بازی کرده‌است می‌توان به باشگاه فوتبال نیم المپیک، باشگاه ورزشی آوش، باشگاه فوتبال آنژه، و باشگاه فوتبال تروا اشاره کرد.